# 過海隧道巴士112線
過海隧道巴士112線是香港的一條紅磡海底隧道巴士路線，來往長沙灣的蘇屋邨及北角的百福道，由城巴及九巴聯合經營，以作輔助102線。

## 歷史
- 1973年10月1日：為了輔助當時來往荔枝角與筲箕灣並已日漸飽和的隧巴102線，本線開辦，當時往來旺角（總站設於荔枝角道，旺角維景酒店現址）至天后（留仙街）。
- 1975年2月1日：總站分別延長至長沙灣（蘇屋邨）及北角碼頭，代替102線服務銅鑼灣。
- 1981年9月5日：配合1982年3月興建地鐵（現稱港鐵）港島綫首期的交通管理措施，遷往北角（馬寶道）。
- 1985年11月8日:總站遷回北角（百福道）。
- 1991年11月11日:為善用348線（長安至上環，現改為948線）收車後的空調巴士而增派空調巴士行走，是早期加入空調巴士行走的過海隧道巴士路線之一。
- 1998年9月1日：中華巴士專利權結束，改由新巴接辦。
- 2000年：改為全空調服務。
- 2016年5月23日：九巴班次增設到站時間預報。
- 2018年5月28日：新巴班次增設實時抵站時間查詢服務。
- 2020年12月28日：由蘇屋開出之頭班車時間提早至06:20[1]。
- 2023年7月1日：因應新巴城巴合併，本線改由九巴及城巴聯合經營。

## 服務時間及班次
| 蘇屋開           | 蘇屋開       | 蘇屋開       | 北角（百福道）開 | 北角（百福道）開 | 北角（百福道）開 |
| 日期             | 服務時間     | 班次（分鐘） | 日期             | 服務時間         | 班次（分鐘）     |
| ---------------- | ------------ | ------------ | ---------------- | ---------------- | ---------------- |
| 星期一至五       | 06:20-06:50  | 15           | 星期一至五       | 06:40-07:40      | 10               |
| 星期一至五       | 06:50-07:04  | 14           | 星期一至五       | 07:50-08:10      | 12/13            |
| 星期一至五       | 07:04-07:40  | 12           | 星期一至五       | 08:10-08:45      | 15               |
| 星期一至五       | 07:47、07:55 | 07:47、07:55 | 星期一至五       | 08:54-09:50      | 8                |
| 星期一至五       | 07:55-08:27  | 8            | 星期一至五       | 10:00-10:55      | 11               |
| 星期一至五       | 08:27-08:45  | 9            | 星期一至五       | 11:01-12:00      | 6/7              |
| 星期一至五       | 08:52-09:14  | 11           | 星期一至五       | 12:08-13:05      | 8/9              |
| 星期一至五       | 09:14-09:50  | 12           | 星期一至五       | 13:11-14:10      | 6/7              |
| 星期一至五       | 09:56-10:02  | 6            | 星期一至五       | 14:18-15:06      | 8                |
| 星期一至五       | 10:02-10:37  | 7            | 星期一至五       | 15:06-15:15      | 9                |
| 星期一至五       | 10:37-10:55  | 6            | 星期一至五       | 15:20-15:50      | 5                |
| 星期一至五       | 11:00-12:00  | 10           | 星期一至五       | 15:50-16:20      | 6                |
| 星期一至五       | 12:07-12:42  | 7            | 星期一至五       | 16:27-16:57      | 7/8              |
| 星期一至五       | 12:42-13:00  | 6            | 星期一至五       | 16:57-17:25      | 4/5              |
| 星期一至五       | 13:05        | 13:05        | 星期一至五       | 17:28-17:46      | 3/4              |
| 星期一至五       | 13:10-14:10  | 10           | 星期一至五       | 17:46-18:28      | 3                |
| 星期一至五       | 14:17-14:40  | 7/8          | 星期一至五       | 18:30            | 18:30            |
| 星期一至五       | 14:40-15:15  | 7            | 星期一至五       | 18:35-19:35      | 6                |
| 星期一至五       | 15:24-16:00  | 9            | 星期一至五       | 19:39-20:19      | 4                |
| 星期一至五       | 16:00-16:20  | 10           | 星期一至五       | 20:19-20:40      | 3/4              |
| 星期一至五       | 16:28、16:37 | 16:28、16:37 | 星期一至五       | 20:45-21:45      | 6                |
| 星期一至五       | 16:37-17:25  | 8            | 星期一至五       | 21:50-22:00      | 5                |
| 星期一至五       | 17:36-18:00  | 12           | 星期一至五       | 22:00-23:06      | 6                |
| 星期一至五       | 18:00-18:30  | 10           | 星期一至五       | 23:14-23:54      | 10               |
| 星期一至五       | 18:38-19:26  | 8            | 星期一至五       | 23:54-00:30      | 12               |
| 星期一至五       | 19:35        |              |                  |                  |                  |
| 星期一至五       | 19:45-20:40  | 11           |                  |                  |                  |
| 星期一至五       | 20:53-21:45  | 13           |                  |                  |                  |
| 星期一至五       | 21:52-22:06  | 14           |                  |                  |                  |
| 星期一至五       | 22:06-23:06  | 15           |                  |                  |                  |
| 星期一至五       | 23:16、23:30 |              |                  |                  |                  |
| 星期一至五       | 23:30-00:30  | 15           |                  |                  |                  |
| 星期六           | 06:20-07:40  | 20           | 星期六           | 06:40-07:40      | 15               |
| 星期六           | 07:53-08:45  | 13           | 星期六           | 07:50-08:15      | 12/13            |
| 星期六           | 08:50-09:50  | 10           | 星期六           | 08:15-08:45      | 15               |
| 星期六           | 09:57-10:20  | 7/8          | 星期六           | 08:57、09:09     | 08:57、09:09     |
| 星期六           | 10:20-10:55  | 7            | 星期六           | 09:20            | 09:20            |
| 星期六           | 11:00-11:36  | 9            | 星期六           | 09:20-09:50      | 10               |
| 星期六           | 11:36-12:00  | 8            | 星期六           | 09:58、10:06     | 09:58、10:06     |
| 星期六           | 12:07-12:49  | 7            | 星期六           | 10:15            | 10:15            |
| 星期六           | 12:49-13:05  | 8            | 星期六           | 10:15-10:55      | 10               |
| 星期六           | 13:10-14:10  | 10           | 星期六           | 11:03-11:51      | 8                |
| 星期六           | 14:17-14:59  | 7            | 星期六           | 12:00            | 12:00            |
| 星期六           | 14:59-15:15  | 8            | 星期六           | 12:06-12:55      | 7                |
| 星期六           | 15:20-16:20  | 8/9          | 星期六           | 12:55-13:05      | 5                |
| 星期六           | 16:28-17:16  | 8            | 星期六           | 13:10-14:10      | 6                |
| 星期六           | 17:25        | 17:25        | 星期六           | 14:16-15:15      | 6/7              |
| 星期六           | 17:30-18:30  | 12           | 星期六           | 15:20-16:20      | 6                |
| 星期六           | 18:38-19:26  | 8            | 星期六           | 16:25-16:55      | 7/8              |
| 星期六           | 19:35        | 19:35        | 星期六           | 16:55-17:25      | 6                |
| 星期六           | 19:45-20:10  | 12/13        | 星期六           | 17:30-18:30      | 6                |
| 星期六           | 20:10-20:40  | 15           | 星期六           | 18:35-19:35      | 6                |
| 星期六           | 20:53-21:45  | 13           | 星期六           | 19:41-20:05      | 6                |
| 星期六           | 21:52-22:52  | 12           | 星期六           | 20:05-20:40      | 7                |
| 星期六           | 23:06        | 23:06        | 星期六           | 20:45-21:45      | 6                |
| 星期六           | 23:14-00:30  | 14           | 星期六           | 21:50、21:55     | 21:50、21:55     |
|                  |              |              | 星期六           | 22:01            |                  |
| 22:01-22:57      | 8            |              | 星期六           |                  |                  |
| 23:06            |              |              | 星期六           |                  |                  |
| 23:14-23:30      | 8            |              | 星期六           |                  |                  |
| 23:30-00:06      | 9            |              | 星期六           |                  |                  |
| 00:06-00:30      | 12           |              | 星期六           |                  |                  |
| 星期日及公眾假期 | 06:20-07:40  | 20           | 星期日及公眾假期 | 06:40-07:40      | 15               |
| 星期日及公眾假期 | 07:55-08:27  | 8            | 星期日及公眾假期 | 07:50、08:00     | 07:50、08:00     |
| 星期日及公眾假期 | 08:27-08:45  | 9            | 星期日及公眾假期 | 08:00-08:45      | 15               |
| 星期日及公眾假期 | 08:50-09:30  | 8            | 星期日及公眾假期 | 08:57、09:09     | 08:57、09:09     |
| 星期日及公眾假期 | 09:30-09:50  | 10           | 星期日及公眾假期 | 09:20            | 09:20            |
| 星期日及公眾假期 | 09:57-10:39  | 7            | 星期日及公眾假期 | 09:20-09:50      | 10               |
| 星期日及公眾假期 | 10:39-10:55  | 8            | 星期日及公眾假期 | 09:58-10:46      | 8                |
| 星期日及公眾假期 | 11:00-11:42  | 7            | 星期日及公眾假期 | 10:55            | 10:55            |
| 星期日及公眾假期 | 11:42-12:00  | 6            | 星期日及公眾假期 | 11:03-11:51      | 8                |
| 星期日及公眾假期 | 12:07-12:49  | 7            | 星期日及公眾假期 | 12:00            | 12:00            |
| 星期日及公眾假期 | 12:49-13:05  | 8            | 星期日及公眾假期 | 12:07-12:49      | 7                |
| 星期日及公眾假期 | 13:10-14:10  | 6/7          | 星期日及公眾假期 | 12:49-13:05      | 8                |
| 星期日及公眾假期 | 14:15-15:15  | 6            | 星期日及公眾假期 | 13:12-13:54      | 7                |
| 星期日及公眾假期 | 15:20-16:02  | 7            | 星期日及公眾假期 | 13:54-14:10      | 8                |
| 星期日及公眾假期 | 16:02-16:20  | 9            | 星期日及公眾假期 | 14:15-15:15      | 6/7              |
| 星期日及公眾假期 | 16:27-17:09  | 7            | 星期日及公眾假期 | 15:20-16:20      | 5                |
| 星期日及公眾假期 | 17:09-17:25  | 8            | 星期日及公眾假期 | 16:25-17:25      | 6/7              |
| 星期日及公眾假期 | 17:30-18:30  | 7/8          | 星期日及公眾假期 | 17:30-18:30      | 6                |
| 星期日及公眾假期 | 18:39-19:15  | 9            | 星期日及公眾假期 | 18:35-19:35      | 6                |
| 星期日及公眾假期 | 19:15-19:35  | 10           | 星期日及公眾假期 | 19:40-20:40      | 6                |
| 星期日及公眾假期 | 19:43、19:52 | 19:43、19:52 | 星期日及公眾假期 | 20:46-21:45      | 6/7              |
| 星期日及公眾假期 | 19:52-20:42  | 12           | 星期日及公眾假期 | 21:50、21:55     | 21:50、21:55     |
| 星期日及公眾假期 | 20:49-21:25  | 9            | 星期日及公眾假期 | 22:01            | 22:01            |
| 星期日及公眾假期 | 21:25-21:45  | 9            | 星期日及公眾假期 | 22:01-22:57      | 8                |
| 星期日及公眾假期 | 21:54-23:06  | 12           | 星期日及公眾假期 | 23:06            | 23:06            |
| 星期日及公眾假期 | 23:20-00:30  | 14           | 星期日及公眾假期 | 23:15-23:42      | 9                |
|                  |              |              | 星期日及公眾假期 | 23:42-00:30      | 12               |

- 註：有紅字班次為九巴派車，其餘班次為城巴派車。

特別班次
為了疏導乘客，兩間巴士公司在服務時間內派出特別車行駛，主要行走以下路線︰
- 旺角（銀行中心）→ 北角（百福道）
- 北角（百福道）→ 旺角（弼街）
- 長沙灣（蘇屋邨）／旺角（銀行中心）→ 銅鑼灣（崇光百貨）
- 銅鑼灣（怡和街）→ 旺角（弼街）／長沙灣（蘇屋邨）

## 收費
全程：$12.2
- 過紅磡海底隧道後往北角（百福道）／長沙灣（蘇屋邨）：$7.7
- 長沙灣站往長沙灣（蘇屋邨）：$6.8

| - 本線設有12歲以下小童及65歲或以上長者半價優惠。 - 65歲或以上香港居民使用「樂悠咭」，以及12歲以下合資格殘疾兒童使用「殘疾人士身份」個人八達通繳付車資，均可享有每程$2.0或半價（以較低者為準）的票價優惠；12至64歲合資格殘疾人士使用「殘疾人士身份」個人八達通（包括「樂悠咭」），以及60至64歲香港居民使用「樂悠咭」繳付車資，均可享有每程$2.0或全費（以較低者為準）的票價優惠。 - 65歲或以上長者如使用長者或一般個人八達通繳付車資，則只可享有半價優惠；12至64歲合資格殘疾人士如不使用「殘疾人士身份」個人八達通，以及60至64歲人士如不使用「樂悠咭」繳付車資，必須繳付全費。 - 乘客可以現金或八達通於上車時付款，不設找續。 - 每位成人乘客可免費攜帶最多兩名4歲以下而不佔座位的兒童乘客乘車，超額之4歲以下小童必須繳付小童車費乘車。 - 持有「九巴月票」之乘客在車票有效期內，每日可享最多10程任何九龍巴士及龍運巴士路線（包括本路線，合資格車程只適用於九龍巴士／龍運巴士提供的班次；惟乘搭機場「A」及「NA」線則可享原價二七折優惠（不會計算每天10次合資格車程））；而B1線則可每日可享最多2程（不會計算每天10次合資格車程）。 - 九龍巴士、城巴、龍運巴士及陽光巴士全職員工及家屬（不包括外判職員）可免費乘搭本路線（陽光巴士員工及家屬只適用於九龍巴士提供的班次），惟必須拍職員或職員家屬八達通。 - 乘客亦可使用AlipayHK「易乘碼」、支付寶、WeChatHK／微信支付「搭車碼」、銀聯雲閃付「乘車碼」及BOC Pay「乘車碼」、具有感應式支付功能的JCB、卡美國運通、大來國際、Discover Card（只適用於九龍巴士／龍運巴士提供的班次）、VISA、Mastercard及銀聯卡，以及Apple Pay、Google Pay及Samsung Pay流動支付平台繳付車資。九巴班次的乘客使用上述付款方式，將只可享有與其他九巴路線／聯營路線九巴班次之轉乘優惠；城巴班次的乘客使用上述付款方式，將只可享有與其他城巴獨營路線或聯營線城巴班次之轉乘優惠。乘客亦不能享有「公共交通費用補貼計劃」及「長者及合資格殘疾人士公共交通票價優惠計劃」。 |

## 八達通轉乘優惠
乘搭此線往港島方向之乘客於登車後150分鐘內在海底隧道巴士轉乘站轉乘以下路線，第二程成人票價便可減收$3.5，小童／長者票價減收$1.8，乘客必須在150分鐘內轉車。
| 紅隧轉乘優惠計劃路線列表 | 紅隧轉乘優惠計劃路線列表 | 紅隧轉乘優惠計劃路線列表 | 紅隧轉乘優惠計劃路線列表 |
| 巴士公司                 | 轉乘路線                 | 出發地                   | 目的地                   |
| ------------------------ | ------------------------ | ------------------------ | ------------------------ |
| 城巴、九巴               | 101                      | 觀塘（裕民坊）           | 堅尼地城                 |
| 城巴、九巴               | 102                      | 美孚                     | 筲箕灣                   |
| 城巴、九巴               | 102P                     | 美孚                     | 筲箕灣                   |
| 城巴、九巴               | 103                      | 竹園邨                   | 蒲飛路                   |
| 城巴、九巴               | 104                      | 白田                     | 堅尼地城                 |
| 城巴、九巴               | 106                      | 黃大仙                   | 小西灣（藍灣半島）       |
| 城巴、九巴               | 106P                     | 黃大仙                   | 小西灣（藍灣半島）       |
| 城巴                     | 106A                     | 黃大仙                   | 太古（康怡廣場）         |
| 城巴、九巴               | 107                      | 九龍灣                   | 華貴邨                   |
| 城巴、九巴               | 107P                     | 海逸豪園                 | 數碼港                   |
| 九巴                     | 108                      | 九龍灣（啟業）           | 寶馬山                   |
| 城巴、九巴               | 109                      | 何文田                   | 中環（港澳碼頭）         |
| 城巴、九巴               | 110                      | 尖沙咀東（麼地道）       | 筲箕灣                   |
| 城巴、九巴               | 111                      | 坪石                     | 中環（港澳碼頭)          |
| 城巴、九巴               | 111P                     | 彩福                     | 中環（港澳碼頭)          |
| 城巴、九巴               | 112                      | 蘇屋                     | 北角（百福道）           |
| 城巴、九巴               | 113                      | 彩虹                     | 堅尼地城（卑路乍灣）     |
| 城巴、九巴               | 115                      | 九龍城碼頭               | 中環（港澳碼頭）         |
| 城巴、九巴               | 115P                     | 海逸豪園                 | 中環（港澳碼頭）         |
| 城巴、九巴               | 116                      | 慈雲山（中）             | 鰂魚涌（祐民街）         |
| 城巴、九巴               | 117                      | 深水埗（欽州街）         | 跑馬地（下）             |
| 城巴、九巴               | 118                      | 長沙灣（深旺道）         | 小西灣（藍灣半島）       |
| 城巴、九巴               | 118P                     | 長沙灣（深旺道）         | 小西灣（藍灣半島）       |
| 城巴、九巴               | 170                      | 沙田站                   | 華富（中）               |
| 城巴、九巴               | 171                      | 荔枝角                   | 海怡半島                 |
| 城巴、九巴               | 182                      | 愉翠苑                   | 中環（港澳碼頭）         |

## 使用車輛
開線時已受到九巴重視，率先引入當時頗為嶄新的利蘭珍寶／平頂寶巴士，並於八十年代初更有「雞車始祖」佳牌勝利J型巴士出現於本線行走，及後改以「雞車」利蘭勝利二型及「鴨車」丹尼士喝采型行走，間歇亦有晚年「長牛」丹拿E型行走，但由於客量龐大，很快便加派12米大型三軸巴士接力，型號是非空調丹尼士巨龍及利蘭奧林比安。間歇亦有用11米非空調巴士支援。本線當時是中巴獨有型號11.45米「大白鯊」都城嘉慕威曼都城巴士一型（MB）及三軸巴士（ML）經常出現路線。另外，中巴艾莎富豪B55三軸巴士（AL０亦會客串本線。
後來，因應專營巴士低排放區的生效，因而本線換入低排放車輛行走。
現時九巴使用11輛亞歷山大丹尼士Enviro 500 MMC 12米（ATENU），均屬荔枝角車廠。
| 車隊編號  | 車牌   |
| --------- | ------ |
| ATENU434  | TE8082 |
| ATENU549  | TL3568 |
| ATENU699  | TR1279 |
| ATENU716  | TR5774 |
| ATENU734  | TR9454 |
| ATENU769  | TT7018 |
| ATENU772  | TT8017 |
| ATENU1436 | VL7538 |
| ATENU1464 | VM4584 |
| ATENU1502 | VN2775 |

城巴方面共派出14輛雙層巴士，主要為：亞歷山大丹尼士Enviro 400 10.5米（38XX）、亞歷山大丹尼士Enviro 500（11.3米40XX、12米55XX）、亞歷山大丹尼士Enviro 500 MMC（11.3米40XX、12米55XX-58XX）、富豪B9TL（11.3米45XX、12米52XX）及富豪B8L 12米（523X）。

## 行車路線
長沙灣（蘇屋邨）開經：廣利道、東京街、青山道、欽州街、長沙灣道、彌敦道、加士居道、漆咸道北、康莊道、紅磡海底隧道、堅拿道天橋、堅拿道東、天樂里、軒尼詩道、怡和街、高士威道、英皇道、電照街、渣華道、民康街、健康西街及百福道。
註:本線於跑馬地馬場舉行賽事期間，往北角（百福道）方向將停用南洋酒店及崇光百貨車站，並分別改停雲翠大廈和邊寧頓街。
北角（百福道）開經：百福道、健康中街、英皇道、高士威道、伊榮街、邊寧頓街、怡和街、堅拿道巴士專線、堅拿道西、堅拿道天橋、紅磡海底隧道、康莊道、漆咸道北、加士居道、彌敦道、長沙灣道、東京街、保安道、長發街及廣利道。

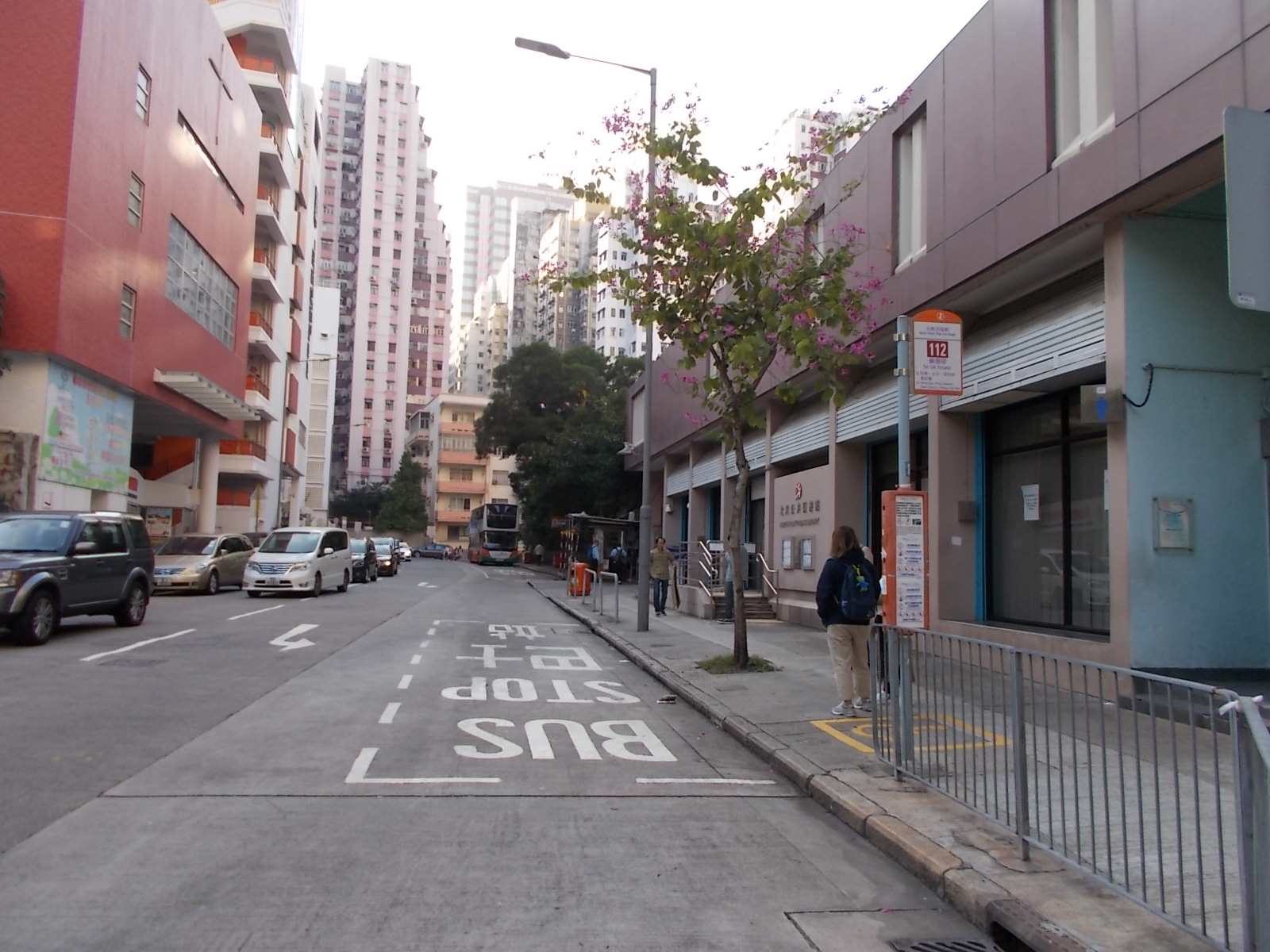
北角（百福道）巴士總站

### 沿線車站
| 長沙灣（蘇屋邨）開 | 長沙灣（蘇屋邨）開           | 長沙灣（蘇屋邨）開     | 北角（百福道）開 | 北角（百福道）開              | 北角（百福道）開       |
| 序號               | 車站名稱                     | 位置                   | 序號             | 車站名稱                      | 位置                   |
| ------------------ | ---------------------------- | ---------------------- | ---------------- | ----------------------------- | ---------------------- |
| 1                  | 長沙灣（蘇屋邨）巴士總站     | 蘇屋巴士總站           | 1                | 北角（百福道）                | 北角（百福道）巴士總站 |
| 2                  | 聖公會基愛小學               | 廣利道                 | 2                | 健威花園                      | 英皇道                 |
| 3                  | 順寧道                       | 東京街                 | 3                | 新都城大廈                    | 英皇道                 |
| 4                  | 營盤街                       | 青山道                 | 4                | 長康街                        | 英皇道                 |
| 5                  | 福華街                       | 欽州街                 | 5                | 炮台山站                      | 英皇道                 |
| 6                  | 北河街（Y24）                | 長沙灣道               | 6                | 清風街                        | 英皇道                 |
| 7                  | 楓樹街                       | 長沙灣道               | 7                | 香港中央圖書館                | 高士威道               |
| 8                  | 太子站（S2）                 | 彌敦道                 | 8                | 怡和街                        | 怡和街                 |
| 9                  | 聯合廣場 （水渠道）（S8）    | 彌敦道                 | 9                | 堅拿道巴士專用線 （堅拿道東） | 堅拿道東               |
| 10                 | 銀行中心 （奶路臣街）（S18） | 彌敦道                 | 10               | 紅磡海底隧道轉車站（C1）      | 康莊道                 |
| 11                 | 登打士街（S25）              | 彌敦道                 | 11               | 拔萃女書院                    | 加士居道               |
| 12                 | （S32）                      | 彌敦道                 | 12               | 眾坊街（N39）                 | 彌敦道                 |
| 13                 | 勞資審裁處                   | 加士居道               | 13               | 登打士街（N50）               | 彌敦道                 |
| 14                 | 香港理工大學第八期           | 漆咸道北               | 14               | 山東街（N56）                 | 彌敦道                 |
| 15                 | 紅磡海底隧道轉車站（A4）     | 康莊道                 | 15               | 弼街（N73）                   | 彌敦道                 |
| 16*                | 南洋酒店                     | 摩理臣山道             | 16               | 太子站（N78）                 | 彌敦道                 |
| 17*                | 崇光百貨                     | 軒尼詩道               | 17               | 楓樹街                        | 長沙灣道               |
| #                  | 雲翠大廈                     | 禮頓道                 | 18               | 北河街（X8）                  | 長沙灣道               |
| #                  | 邊寧頓街                     | 邊寧頓街               | 19               | 怡靖苑（X13）                 | 長沙灣道               |
| 18                 | 維多利亞公園                 | 高士威道               | 20               | 長沙灣站                      | 東京街                 |
| 19                 | 銀幕街                       | 英皇道                 | 21               | 寶熙苑                        | 保安道                 |
| 20                 | 七海商業中心                 | 英皇道                 | 22               | 蘇屋邨海棠樓                  | 長發街                 |
| 21                 | 電廠街                       | 英皇道                 | 23               | 長沙灣（蘇屋邨）巴士總站      | 蘇屋巴士總站           |
| 22                 | 糖水道                       | 英皇道                 |                  |                               |                        |
| 23                 | 港運城                       | 英皇道                 |                  |                               |                        |
| 24                 | 北角（百福道）               | 北角（百福道）巴士總站 |                  |                               |                        |

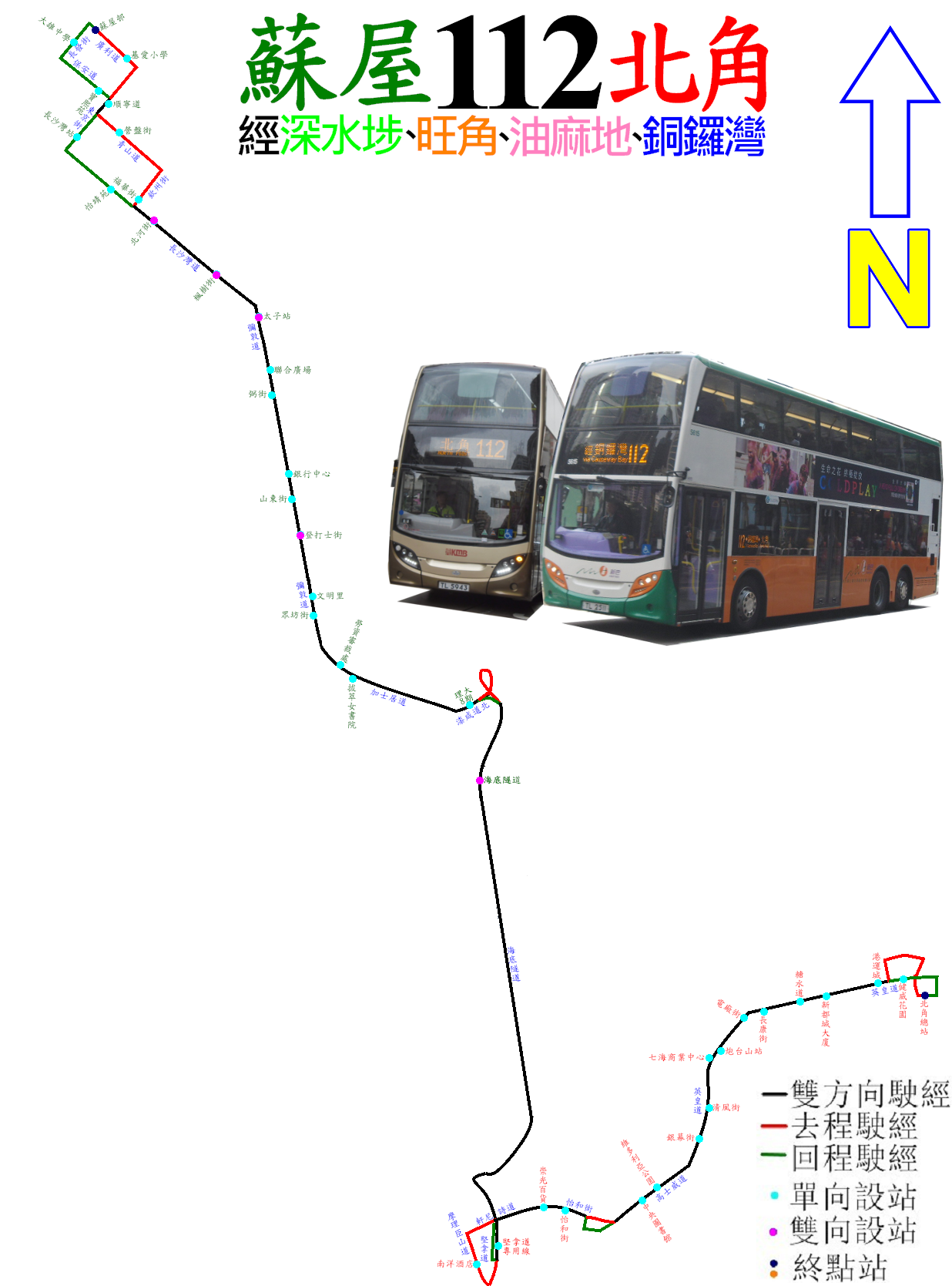
本線的走線圖

註：當跑馬地馬場舉行賽馬期間，本線將不經有*號之分站，改停有#號之車站。

## 客量
本線途經旺角及銅鑼灣兩大繁忙區域，吸引大量上班或下班的上班一族和意欲購物的市民在該兩區乘坐本線前往油尖旺區或銅鑼灣，此外，1982年九廣東鐵（今港鐵東鐵綫）逐步電氣化後，有不少乘客利用此線到紅磡海底隧道收費廣場轉乘東鐵綫前往新界東部，因此客量相當高。
即使本線沿途大部份區域均有港鐵服務，但本線班次頻密，再加上港鐵需在金鐘站轉線過海，不及直接到達的巴士方便，而且港鐵荃灣線的太子站到港島線的銅鑼灣站全日都極為擠逼，車費亦較巴士昂貴。因此不少市民改乘巴士。在晚上時份怡和街、堅拿道巴士專用線及紅隧收費廣場亦有大條長龍排隊上車，因此兩間巴士公司均對本線採用大型雙層巴士行駛，但受限於蘇屋總站的設計限制，本路線一直未能使用12.8米巴士行走。直至2022年蘇屋總站改善工程完成後，運輸署才獲批12.8米巴士行走本線。

## 軼事
2009年1月2日，有市民看見一輛車牌號碼為EL7383的非空調巴士（俗稱熱狗）掛上本線字軌膠牌，當時並沒有乘客，並行走於本線行車範圍，有網民指出這是巴士迷正在駕駛他們所擁有的退役巴士，車牌亦掛上試車牌照及試車字牌（T牌），車身也沒有九巴標誌，合乎法例，同時常乘坐本線的乘客亦知道本線經已全空調服務，沒有什麼大不了，但亦有網民指出這樣會令想登車的乘客混亂，招手停車後巴士也不停站，是沒有公德心的行為，同時根據運輸署的條例指出退役巴士在道路上行駛時，所有路線及目的地顯示牌均不能展示任何巴士路線，而且試車牌照及試車字牌擺放位置不顯眼，根本很少乘客會查根究柢。巴士公司基於有人將退役巴士到處招搖，現所有退役巴士都必須徹底保留零件，使運輸署與警方在執法方面對試車牌照及試車字牌的使用加強檢控違例人士和監管。

## 外部連結
九巴
- 過海隧道巴士112線 （页面存档备份，存于）
- 過海隧道巴士112線詳細時間表 （页面存档备份，存于）

城巴
- 過海隧道巴士112線 （页面存档备份，存于）
- 過海隧道巴士112線路線圖 （页面存档备份，存于）

其他
- 過海隧道巴士112線－681巴士總站 （页面存档备份，存于）
- 過海隧道巴士112線－巴士資訊網 （页面存档备份，存于）
- 過海隧道巴士112線－巴士狂熱 （页面存档备份，存于）
- 過海隧道巴士112線－森德巴士網
- 過海隧道巴士112線－九巴掛牌表